# واسط (محافظة بدر)
واسط قرية تاريخية مندثرة، ومحطة قوافل قديمة، تتبع محافظة بدر، منطقة المدينة المنورة، في غرب السعودية.تقع على درب الحاج، وفيها قلعة عثمانية «أثرية» لحراسة طريق الحج تسمى بقلعة السلطاني. تبعد عن طاشا 15 كيلو متر، وعن قرية قرية الواسطة 17 كيلو متر.